# 汗衫
汗衫（かざみ）とは、平安時代の貴族階級の女児用の薄手の上着。
元来は汗取りとして着用されたものであったが、軽便な上着として子供服に採用されて高級化し、貴族女児の正装となった。

## 晴の汗袗
宮中儀式に伺候する童女などに用いられる豪華な上着。
形は武官の袍と同様で裾が長い。襟を内側に折って垂領に着るので正面から見たところは袿の様だが、脇の部分が縫われておらず胸元を寛げて着付け、前身頃の裾は一丈二尺、後身頃の裾は一丈五尺でどちらも凧の足のように後ろに長々と引きずって歩く。
着用者が未成年者であるため、成人女性のような袿ではなくより丈の短い女児用の衵を重ねて、通常布1・5幅分の袖を三分の一ほど裏に折り返して着装する（おそらく現代和服の肩裾揚げと似た目的で行われたものだろう）、単と長袴は紅ではなく若さを表す濃色（紫）で束帯装束のように白い表袴を女性用の長袴の上に履く独特の着装方をとる。これは、衣装が国風化する以前は宮廷に仕える女子も男子同様に下袴の上に表袴を身につけていた名残であるという。
高貴な女児の宮廷出仕用の装いとしての格式を表現するものであるらしい。
成立初期には男子の束帯のように石帯をしたり、髪型も「あげまき」という男児にも結われる形にし、より中性的であったが
中期以降には髪型は「垂髪」、帯も汗袗と同生地で仕立てられた当て帯となり、成人女性の装いに近いものとなった。
成人男子の衣冠装束に相対するものとして、表袴と帯を略す「汗袗の宿直装束」という着付けもあった。

## 褻の汗袗
貴族の童女に着られた普段着で、日常着という性質上その資料は殆ど現存しないが、扇面古写経にその形態が描かれておりそこから復元資料が製作されたこともある。
形状は、袿とほぼ同型だが対丈の上着で、切袴に単、女児用の衵を重ねて着る。
夏向けのものには狩衣のように肩の部分が開いていて、甚平の肩口のように紐を通して結ぶ「ゆだち」タイプのもの、袖括りのあるものも存在する。

## 近世神事の汗袗
晴の汗袗から発展したもので、近世の宮廷行事から近代の神事に用いるようになった。
縹色の裾の長い袍のような衣装で、二藍の下襲を付け、表袴を履くのは平安のころと同じだが、下袴は濃色の長袴ではなく男子同様の紅の大口袴で絲鞋を履く。
髪型も活動の邪魔になるので垂髪ではなく、左右のお下げを輪にして耳のうえで赤い紙でとめた「あげまき」にする。
この装束は、大正時代初期に明治神宮の地鎮祭に奉仕する童女も使用している。